# Aimee Allen
Aimee Allen (Missoula, 2 febbraio 1982) è una cantante statunitense.

## Biografia
Nel 2002 ha firmato un contratto con Elektra Records e successivamente, con il contributo di Mark Ronson, ha realizzato l'album I'd Start a Revolution If I Could Get Up in the Morning, che però non è stato pubblicato a causa dell'adesione della Elektra alla Atlantic Records. È stato comunque diffuso il video del brano Revolution.
Nel 2005 ha collaborato con gli Unwritten Law all'album Here's to the Mourning.
Nel 2007 partecipa, col brano Cooties, alla colonna sonora del film Hairspray - Grasso è bello. Nello stesso anno pubblica un album con un gruppo chiamato Scott & Aimee.
Nel 2008 collabora con Lee "Scratch" Perry nell'album Repentance. 
Nel giugno 2009 pubblica l'album A Little Happiness. Sempre nel 2009 partecipa alla colonna sonora del film Patto di sangue.
Nell'aprile 2011 collabora con i Sublime with Rome all'album Yours Truly.
Nel 2012 lavora con Jimmy Cliff alle registrazioni dell'album Rebirth.
Nel 2012 ha fondato la band ska punk The Interrupters insieme ai fratelli Kevin, Justin e Jesse Bivona. Il gruppo ha pubblicato il primo album nel 2014.

## Discografia solista
- 2009 - A Little Happiness

## Filmografia
- Undressed (2000), serie TV (stagione 3)
- Beautiful (2000), soap opera (4 episodi)
- Repli-Kate, regia di Frank Longo (2002)
- Cattle Call, regia di Martin Guigui (2006)